# HMS Ajax (22)
HMS Ajax (22) là một tàu tuần dương hạng nhẹ thuộc lớp Leander đã phục vụ cùng Hải quân Hoàng gia Anh Quốc trong Chiến tranh Thế giới thứ hai. Nó nổi tiếng do đã góp mặt trong trận River Plate, trận Crete, trận Malta cũng như vai trò hộ tống tiếp liệu trong trận Tobruk.

## Thiết kế và chế tạo
Ajax được chế tạo tại xưởng đóng tàu của hãng Vickers Armstrong tại Barrow-in-Furness. Nó được đặt lườn vào ngày 7 tháng 2 năm 1933, được hạ thủy vào ngày 1 tháng 3 năm 1934 và được đưa ra hoạt động vào ngày 3 tháng 6 năm 1935.

## Lịch sử hoạt động

### Trước chiến tranh
Khi hoàn tất, Ajax phục vụ cùng America and West Indies Station, rồi sau đó gia nhập Phân hạm đội Nam Mỹ khi Chiến tranh Thế giới thứ hai nổ ra vào tháng 9 năm 1939. Tại đây nó đã đánh chìm chiếc tàu buôn Đức Olinda cùng ngăn chặn tàu buôn Carl Fritzen và tàu biển chở khách Ussukuma. Cả hai đã tự đánh đắm để tránh bị chiếm giữ.

### Trận River Plate
Ajax là soái hạm của Lực lượng G dưới quyền chỉ huy của Thiếu tướng Hải quân Henry Harwood trong cuộc săn đuổi thiết giáp hạm bỏ túi Đức Admiral Graf Spee. Trong trận River Plate diễn ra vào ngày 13 tháng 12 năm 1939, Ajax bị đạn pháo của con tàu Đức bắn trúng bảy phát, nhưng nó gây ra nhiều thiệt hại hơn cho Graf Spee. Ajax cũng đã có mặt tại Chile và đã hỗ trợ vào việc cứu giúp cho trận động đất xảy ra tại Concepcion. Nhiều năm sau đó, những thành viên còn sống sót của HMS Ajax được trao tặng huy chương của Chính phủ Chile vì việc trợ giúp quý báu này.

### Địa Trung Hải

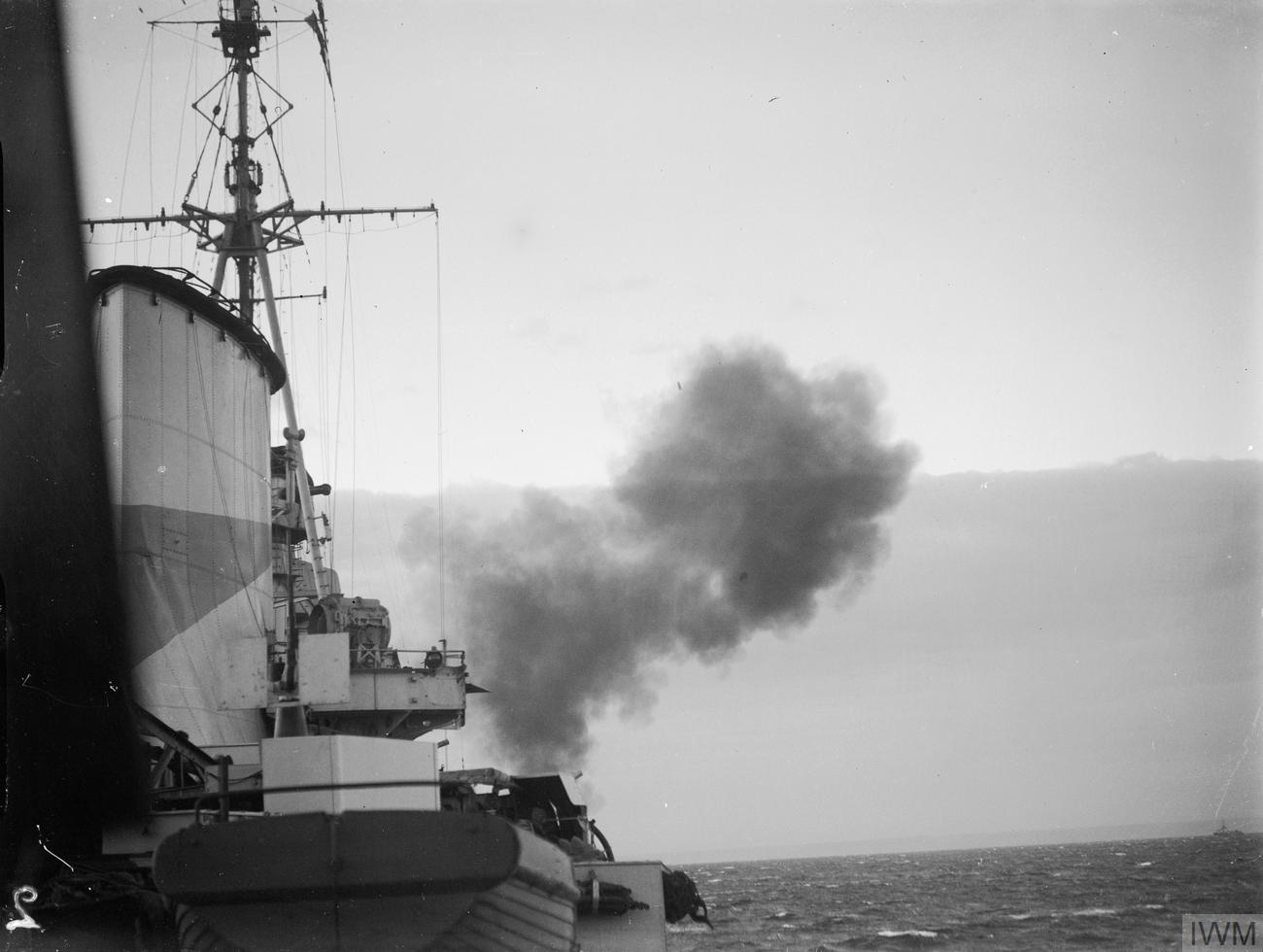
HMS Ajax đang bắn phá Bardia, Libya

Sau khi hoàn tất việc sửa chữa vào tháng 7 năm 1940, và được bổ sung một bộ radar Kiểu 279, Ajax được điều đến Địa Trung Hải. Vào ngày 11-12 tháng 10 năm 1940, nó đối đầu cùng một lực lượng hạm đội Italy ngoài khơi mũi Passero, đánh chìm các tàu phóng lôi Airone và Ariel thuộc lớp tàu phóng lôi Spica, cùng làm hư hại nặng tàu khu trục Artigliere, vốn sau đó bị HMS York đánh chìm. Ajax đã chặn ngang các tàu chiến Đức và Ý đang rút lui về hướng Crete, và đã dội một màn hỏa lực kết hợp pháo hạng nặng và hạng nhẹ hoàn toàn tiêu diệt được đối phương. Sau đó Ajax tham gia trận Taranto, một hoạt động ban đêm dựa vào sự dẫn đường của thiết bị định vị radio (RDF: radio detection finder). Ajax là một trong các tàu hộ tống trong chiến dịch rất thành công này, một cuộc tấn công của hải quân hoàn toàn bằng không lực đầu tiên trong lịch sử. Ajax tham gia trận chiến mũi Matapan, và bị trúng bom ném từ máy bay ném bom bổ nhào Junkers Ju 87 vào ngày 21 tháng 5. Nó cũng giúp triệt thoái nhiều binh lính từ đảo Crete cho đến ngày 29 tháng 5 năm 1941. Sau đó, nó hỗ trợ cho Chiến dịch Syria-Liban trong tháng 6, rồi gia nhập Lực lượng K tại Malta vào tháng 11 năm 1941, nhưng được rút về vùng biển nhà vào tháng 2 năm 1942.

### Normandy và sau chiến tranh
Ajax được tái trang bị tại Anh Quốc từ tháng 5 đến tháng 10 năm 1942, rồi quay trở lại khu vựa Địa Trung Hải nơi nó lại bị hư hại bởi bom. Sau khi được sửa chữa tại New York từ tháng 3 đến tháng 10 năm 1943, Ajax quay trở lại Địa Trung Hải. Trong thành phần Lực lượng K, nó tham gia bắn phá bãi Gold trong cuộc đổ bộ vào Normandy; rồi sau đó hỗ trợ cho Chiến dịch Dragoon, cuộc đổ bộ lực lượng Đồng Minh lên miền Nam nước Pháp. Ajax Đã hoạt động trong khu vực biển Aege trong cuộc tái chiếm Athens và trong cuộc Nội chiến Hy Lạp.
Sau chiến tranh, Ajax can dự vào sự kiện Exodus, khi nó tham gia lực lượng đặc nhiệm Hải quân Hoàng gia dõi theo con tàu di dân bất hợp pháp. Nó được cho ngừng hoạt động vào tháng 2 năm 1948. Những dự tính ban đầu để bán nó cho Hải quân Ấn Độ không thể thực hiện do việc Winston Churchill không chấp thuận. Ông cảm thấy rằng một con tàu quan trọng như vậy nên được tháo dỡ để bảo tồn lịch sử của nó. Ajax được cho kéo đến Newport vào ngày 18 tháng 11 năm 1949 để được tháo dỡ.

## Tưởng niệm

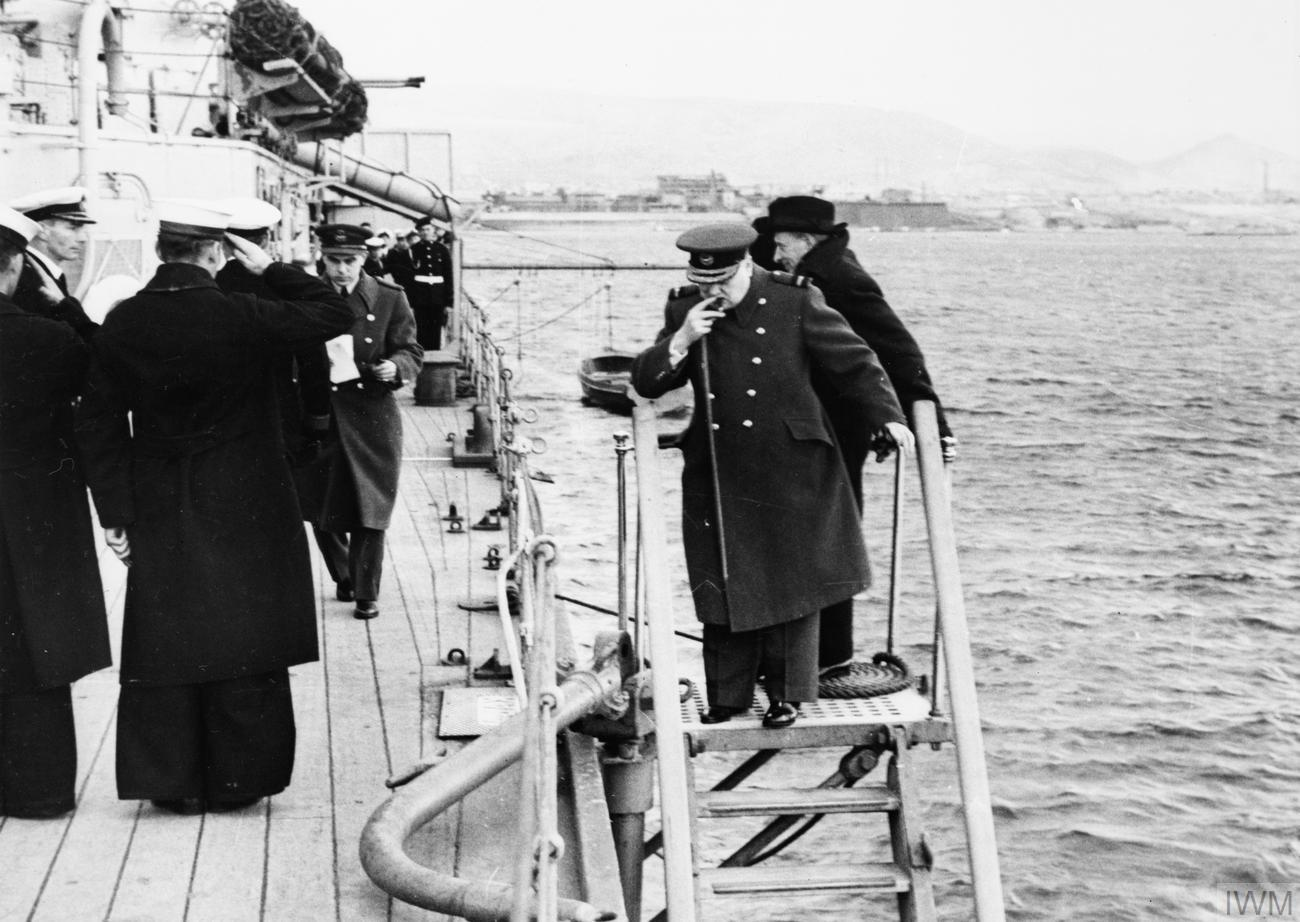
Winston Churchill đang rời HMS Ajax tham gia một hội nghị tại Athens, Hy Lạp, ngày 28 tháng 12 năm 1944.

Thị trấn Ajax ở Ontario, Canada được đặt tên theo chiếc tàu tuần dương sau trận River Plate. Thị trấn này có những con phố mang tên các thành viên của con tàu, như là đại lộ Harwood là con phố chính theo hướng Bắc-Nam của thị trấn. Ngoài ra, nhiều biểu hiệu đường phố của thị trấn mang dáng dấp của con tàu, cũng như mỏ neo của nó được đặt phía trước chi nhánh của Royal Canadian Legion tại địa phương.
Chiếc chuông của con tàu hiện đang đặt Lâu đài Summerhill, Kingswood School, Bath, Anh Quốc. Một chiếc chuông khác của HMS Ajax hiện đang đặt tại một đài tưởng niệm ở Montevideo, bên ngoài tòa nhà hải quan của cảng, được trao tặng bởi Đô đốc Sir Henry Harwood và Sir Eugen Millington-Drake vào năm 1949.